# Chú lính chì dũng cảm
Chú lính chì dũng cảm (tiếng Đan Mạch: Den Standhaftige Tinsoldat) là truyện cổ tích do tác giả người Đan Mạch là Hans Christian Andersen sáng tác. Truyện kể về một chú lính chì đồ chơi bị gãy mất một chân với những cuộc phiêu lưu khó khăn, gian khổ và cuối cùng trở về nhà với cuộc sống hạnh phúc.

## Cốt truyện

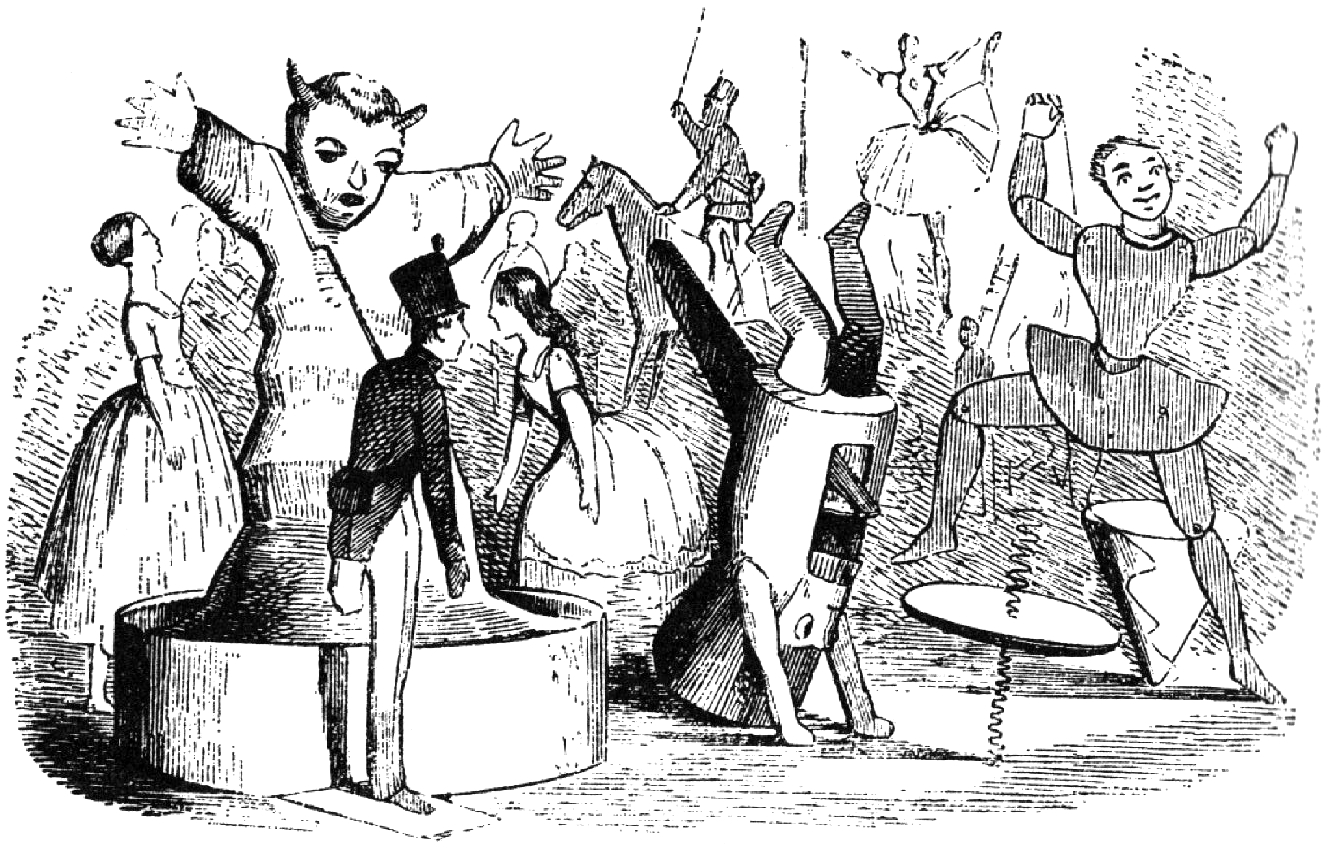

Vào đêm Giáng sinh, cha của một cậu bé đã tặng cậu một món quà thật bất ngờ, đó là một chiếc hộp đồ chơi với 25 chú lính được làm bằng những cái muỗng chì. Chú nào cũng đẹp cả: đeo bên mình một cây súng trường, trong trang phục quân đội màu đỏ và xanh, mỗi người một vẻ với tư thế nghiêm trang. Nhưng đặc biệt có một chú lính bị gãy mất một chân, tuy hơi tiếc nhưng cậu bé vẫn luôn vui chơi với món đồ chơi mà cha đã tặng cho. Khi được mẹ gọi xuống nhà, cậu bé đã bỏ mặc chú lính lại. Chú cảm thấy không khỏi tiếc nuối do chỉ riêng chú mình chỉ có 1 chân.
Thế rồi chú quyết định ra đi để ra đi tìm hiểu những điều của cuộc sống xung quanh chú. Trải qua bao nhiêu gian nan, khó khăn, cuối cùng, chú cũng đã được trở về nhà và kết bạn với một cô bé vũ nữ đồ chơi xinh xắn. Khi cậu bé trở về nhà, cậu thấy chú lính như một phần nào vui hơn vì được ở bên người bạn thân thiết.
Tuy vậy, chú lính bắt đầu để ý. Lúc trước kia, nhìn cô vũ nữ, tưởng như cô cũng như chú, chỉ có một chân, chẳng là, chú thì một chân duy nhất, còn cô nàng thì lại là co một chân, đứng một chân. Thất vọng, cuộc sống của chú cũng chẳng khấm khá hơn khi về tới nhà. Con quỷ trong cái hộp, vì ghen tức với chú trong việc tranh giành cô vũ nữ bằng giấy, đã đẩy chú vào lò sưởi. Oái oăm thay, khi chú vừa chảy thành chì lỏng, thì cô nàng vũ nữ nọ cũng gieo mình vào lò sưởi theo chú.
Sáng ra, người ta quét lò sưởi để đốt thêm củi lửa. Nhưng ngạc nhiên thay, trong đống tro tàn, lại là một trái tim bằng vàng cực kỳ đẹp đẽ. Thế mới biết, ái tình đẹp đẽ chính là như thế.